# Corydalis stracheyi
Corydalis stracheyi là một loài thực vật có hoa trong họ Anh túc. Loài này được Duthie ex Prain mô tả khoa học đầu tiên năm 1896.